# Bella Block: Weiße Nächte
Weiße Nächte ist ein Kriminalfilm der Krimireihe Bella Block des Regisseurs Christian von Castelberg aus dem Jahr 2007. In der Hauptrolle verkörpert Hannelore Hoger die Hamburger Hauptkommissarin Bella Block, die, nach auffälligen „unglücklichen“ Todesfällen bei Hausgeburten, einer Spur nach Russland folgt. 

## Handlung
Die Hebamme Irene Häusler und ihr Freund Frank Burska betreiben ein lukratives Geschäft: Sie schleusen schwangere Russinnen nach Deutschland ein, die dort Frauen angeboten werden, die keine eigenen Kinder bekommen können. In der Praxis stellt sich das Handeln der beiden so dar, dass die Hebamme bei den Hausgeburten behilflich ist, die Geburtsscheine auf die deutschen Frauen ausstellt, und im Anschluss die Russinnen wieder zurück in deren Heimat schleust. Irene vereinbart diese Praxis mit ihrem Gewissen, weil in Russland die Abtreibung der Föten gedroht hätte. Des Weiteren ist es in ihren Augen nur richtig, dass auf diese Weise deutsche Frauen ihr lang ersehntes „eigenes Kind“ erhalten können, was auf natürlichem Wege bei diesen Frauen nicht möglich gewesen wäre.
Doch bei zwei Geburten läuft etwas schief: Die beiden jungen Mütter werden, kurz, nachdem sie entbunden haben, in Deutschland tot aufgefunden. Da die Todesumstände nicht geklärt sind und möglicherweise Körperverletzung mit Todesfolge oder sogar Mord in Betracht kommen, nimmt Bella Block ihre Ermittlungen auf.
Das Baby der zweiten Toten trägt eine seltene Blutkrankheit, wodurch die Kommissarin schnell auf die Spur der Hebamme Irene kommt. Diese zeigt sich jedoch in den Befragungen als nicht sehr kooperativ und gerät so in den Verdacht, mit den Todesfällen der russischen Mütter unmittelbar zu tun zu haben. Auch die angebliche Mutter des zweiten Babys, Andrea Baumann, steht im Verdacht, in die Umstände der ungeklärten Todesfälle eingebunden zu sein. Als ein dringender Tatverdacht gegen die Hebamme besteht, ist diese nicht auffindbar. Der Stand der Ermittlungen ist, dass sie sich wahrscheinlich auf dem Weg nach Sankt Petersburg befindet, um dort bei ihrem Freund der Strafverfolgung der deutschen Behörden zu entgehen. Somit wäre eigentlich die Ermittlungstätigkeit der Hamburger Hauptkommissarin Bella Block an dieser Stelle beendet.
Die Handlung des Films nimmt eine überraschende Wendung, als plötzlich ein Hilferuf der Hebamme auf dem Anrufbeantworter des Hamburger Kommissariats eingeht. Offenbar wird sie in Sankt Petersburg bedroht und festgehalten. Dies ist für Bella Block Grund genug, nach Russland zu fliegen, um Irene aus ihrer misslichen Lage zu befreien. Begleitet wird sie von ihrem Lebensgefährten Simon Abendroth, der dort einen Studienfreund hat. Gemeinsam mit einem Verbindungsbeamten des Bundeskriminalamtes, Thorsten Müller, nimmt Bella Block Kontakt mit der Familie der toten Mutter auf und überbringt die schreckliche Nachricht, dass die Frau die Geburt ihres Kindes in Deutschland nicht überlebt hat. Sie erhält im weiteren Verlauf auch einen Hinweis darauf, wo genau sich die Hebamme Irene aufhalten könnte.
Fündig wird sie in dem Krankenhaus, in dem Ludmilla, Franks Frau, die russische Organisation „Glückliche Kinder“ betreibt. Ludmilla war kurz davor, Irene im Krematorium verbrennen zu lassen. Der Kommissarin gelingt es, den Mord an der Hebamme in letzter Sekunde zu verhindern. Zeitgleich versucht Frank, sich dem Zugriff zu entziehen und flüchtet. Bellas Lebensgefährte Simon nimmt gemeinsam mit seinem Studienfreund Jewgeni die Verfolgung auf. Nicht sehr professionell dabei vorgehend und auch nicht unbedingt Bellas Zustimmung bei seinem Vorgehen erhaltend trägt er letztlich doch dazu bei, dass auch Frank von der Kommissarin der Tat überführt werden kann.
Im anschließenden Verhör gelangt Bella Block zu der Erkenntnis, was wirklich geschah: Andrea Baumann, die Frau, auf die das Kind in Deutschland ausgestellt wurde, geriet mit der wirklichen Mutter des Babys in einen Streit, weil diese ihr leibeigenes Kind auf einmal doch nicht mehr hergeben wollte. Daraufhin ermordete Andrea Baumann die junge russische Mutter. Im weiteren Verlauf wird auch klar, wer den Tod der ersten russischen Mutter in Deutschland zu verantworten hat: Frank Burska wird des Mordes überführt.
Die Handlung endet, indem Bella Block der Familie der zweiten, in Deutschland getöteten Mutter, in Russland ein ehrenvolles Begräbnis ermöglicht. Auch sorgt die Kommissarin dafür, dass deren neugeborener Sohn in seine Familie kommt.
Das alles ändert jedoch nichts an der Tatsache, dass die Hebamme Irene und ihr Freund Frank ihren Menschenhandel und ihre Schleusergeschäfte nach Deutschland weiter betreiben, denn eine neue Identität kann man sich in Russland leicht käuflich erwerben.

## Produktionsnotizen
Norbert Sauer produzierte die 23. Folge der Bella Block Reihe für die UFA im Auftrag des ZDF. Gedreht wurde in Hamburg und in Sankt Petersburg. Die Dreharbeiten begannen am 1. August 2006 und endeten am 5. September desselben Jahres. Auf dem Filmfest München war am 27. Juni 2007 die erste Aufführung dieser Folge der Krimireihe.

## Erscheinungstermin
Bella Block – Weiße Nächte wurde am 27. Oktober 2007 erstmals im ZDF ausgestrahlt.

## Kritiken
TV Spielfilm ist der Ansicht, dass der Film „[e]in komplexer und bewegender Krimi über Menschenhandel und illegale Adoptionspraxis“ sei. Das Fazit der Programmzeitschrift lautet: „Harter Stoff, der lange nachwirkt“.
Rainer Tittelbach resümiert, dass, so sehr der von den Darstellern gut gespielte Film die Gefühle der Zuschauer auch berühren möge, „[...]so sehr verzettelt sich Autorin Bühlig in allzu vielen (Frauen-)Geschichten. Ein überlanger 'Bella Block' mit zu viel 'Sinnstiftung' und zu wenig Krimi.“

## Auszeichnungen
Die Drehbuchautorin Katrin Bühlig erhielt für Bella Block – Weiße Nächte im Jahr 2008 den Deutschen Fernsehpreis.